# Zloupotreba psihoaktivnih supstanci
Zlouporaba psihoaktivnih tvari, zlouporaba opojnih sredstava ili zlouporaba droga uporaba je kemijskih tvari (npr. kokaina, morfija, amfetamina, alkohola i dr.) na način koji šteti tjelesnom i/ili psihičkom ili psihičkom zdravlju. Umjesto pojma zlouporaba supstanci sve više se koristi izraz zlouporaba psihoaktivnih tvari. U javnom zdravstvu, medicini i kaznenom pravosuđu koriste se različite definicije zlouporabe droga. U nekim slučajevima, kad je osoba pod utjecajem droga, javlja se kriminalno ili asocijalno ponašanje, a kod pojedinaca mogu se dogoditi dugoročne promjene osobnosti. Osim mogućih fizičkih, društvenih i psihičkih poremećaja, uporaba nekih droga također može dovesti do kaznenih sankcija, iako se one uvelike razlikuju ovisno o lokalnoj nadležnosti.
Droge koje se najčešće povezuju s ovim pojmom uključuju: alkohol, amfetamine, barbiturate, benzodiazepine, kanabis, kokain, halucinogene droge, metakvalon i opioide. Točan uzrok zlouporabe supstanci nije jasan, ali postoje dvije dominantne teorije: genetska predispozicija koja je naučena od drugih ili navika koja se, ako se razvije ovisnost, manifestira kao kronična iscrpljujuća bolest.
U 2010. godini oko 5% ljudi (230 milijuna) koristilo je nedopuštenu tvar. Od toga je 27 milijuna ljudi uključeno u visokorizičnu konzumaciju droga, također poznatu kao ponovljena konzumacija droga, naštetilo svom zdravlju i izložilo se psihološkim ili društvenim problemima koji su ih izložili opasnosti. U 2015., poremećaji ovisnosti o drogama doveli su do 307 400 smrti, u usporedbi sa 165 000 smrti 1990. godine. Od toga je najveći broj umro od poremećaja ovisnosti o alkoholu sa 137 500 smrti, poremećaja ovisnosti o opijatima sa 122 100 smrti, poremećaja ovisnosti o amfetaminu s 12 200 smrti i poremećaja vezanih uz kokain s 11 100.